# رز زیبایی آمریکایی
رز زیبایی آمریکایی (انگلیسی: Rosa 'American Beauty') نام نوعی رز باقچه‌ای است.